# Cervonosilka, Cervonoarmiisk
Cervonosilka (în ucraineană Червоносілка) este un sat în comuna Velîkîi Luh din raionul Cervonoarmiisk, regiunea Jîtomîr, Ucraina.

## Demografie
Componența lingvistică a localității Cervonosilka
     Ucraineană (99,16%)
     Alte limbi (0,84%)
Conform recensământului din 2001, majoritatea populației localității Cervonosilka era vorbitoare de ucraineană (99,16%), existând în minoritate și vorbitori de alte limbi.